# Rancapanggung
Rancapanggung is een bestuurslaag in het regentschap Bandung Barat van de provincie West-Java, Indonesië. Rancapanggung telt 10.958 inwoners (volkstelling 2010).